# 谢尔盖·邦达尔丘克
谢尔盖·费奥多罗维奇·邦达尔丘克（俄语：Сергей Фёдорович Бондарчук，發音：[sʲɪrˈɡʲej ˈfʲɵdərəvʲɪdʑ bəndɐrˈtɕuk]；1920年9月25日—1994年10月20日），苏联电影导演、电影剧作家和演员，苏联人民艺术家称号获得者。

## 生平
邦达尔丘克1937年在塔甘罗格剧院第一次作为演员登台表演，1938年从塔甘罗格的中学毕业。1938年-1942年，邦达尔丘克在顿河畔罗斯托夫戏剧学校学习。
32岁时，邦达尔丘克成为获得“苏联人民艺术家”称号的最年轻的演员。
1968年，他导演并出演的根据列夫·托尔斯泰同名小说改编成的长达403分钟的史诗巨片《战争与和平》获得奥斯卡最佳外语片奖等多个大奖，成为影史上的不朽之作。
他的最后一部长片是根据米哈伊尔·亚历山德罗维奇·肖洛霍夫同名小说改编、由鲁伯特·埃弗里特主演的《静静的顿河》。影片拍摄于1992年至1993年间，但直到2006年11月才首次公演。
去世后埋葬在莫斯科新处女公墓。

## 家庭
第一任妻子是女演员Inna Makarova (1949–1956)，第二任妻子为女演员Irina Skobtseva(1959–1994)。子女共有三个：女演员兼导演Natalya Bondarchuk (b. 1950)，女演员Yelena Bondarchuk (1962–2009)，男演员兼导演费多尔·邦达尔丘克 (b. 1964)。